# Franchon Crews
Franchon Crews (* 1987 in Norfolk (Virginia)) ist eine US-amerikanische Boxerin. Sie wurde 2012 Vizeweltmeisterin im Halbschwergewicht.

## Werdegang
Franchon Crews lebt in Baltimore. In ihrer Jugend war sie eine sehr talentierte Sängerin und Songschreiberin. Im Jahre 2004 nahm sie sogar an dem Talentwettbewerb für Sängerinnen "American Idol" teil. Daneben spielte sie auch etwas Basketball, betrieb Leichtathletik und spielte Softball. Auf Anraten ihrer Mutter begann sie 2003 zusätzlich mit dem Boxtraining, weil sie abnehmen wollte. Das Boxen gefiel ihr so gut, dass sie sich bald verstärkt darauf konzentrierte, ohne allerdings ihre musischen Ambitionen ganz zu vernachlässigen.
Beim Boxen stellten sich für "The Heavy Hitting Diva", wie ihr Spitzname lautet, sehr rasch Erfolge ein. 2005 wurde sie schon USA-Meisterin im Mittelgewicht, wobei sie im Finale in der 1. Runde Abbruch-Siegerin über Christine Brown wurde. Im gleichen Jahr startete sie auch schon bei der Weltmeisterschaft der Frauen in Podolsk, unterlag aber im Achtelfinale der routinierten Russin Maria Jaworskaja nach Punkten (21:38).
2006 wurde sie erneut USA-Meisterin im Mittelgewicht, wobei sie im Finale knappe Punktsiegerin gegen Allana Huggins (22:20) wurde. USA-Meisterin wurde sie dann auch noch 2007 im Mittelgewicht, wobei sie im Finale wiederum Allana Huggins besiegte und 2008 im Halbmittelgewicht. In den Jahren 2009 und 2010 war sie inaktiv. 2011 unternahm sie jedoch ein Comeback und wurde erneut USA-Meisterin im Mittelgewicht, wobei sie im Finale über Alyssa Defazio nach Punkten siegte (15:13). 2012 gewann Franchon Crews mit einem Punktsieg im Finale über Tiffany Hearn die USA-Meisterschaft im Halbschwergewicht und 2013 holte sie sich ihren mit einem Finalsieg über Raquel Miller (3:0 RS) ihren siebten USA-Meistertitel.
Auch bei den Panamerikanischen Meisterschaften war Franchon Crews sehr erfolgreich. Ihren ersten Titel gewann sie 2006 in Buenos Aires mit einem Abbruchsieg in der 2. Runde über Tamara Garcia aus Argentinien. 2007 siegte sie in Duran/Ekuador im Finale des Mittelgewichtes über Amber Konikow aus Kanada durch Abbruch in der 1. Runde. Auch 2008 gewann sie diesen Titel wieder. In Port of Spain/Trinidad besiegte sie dabei im Halbmittelgewicht im Endkampf Andreia Bandeira aus Brasilien nach Punkten (11:4). Nach ihrer Wettkampfpause wurde sie 2012 in Cornwall/Kanada erneut panamerikanische Meisterin im Halbschwergewicht, wobei sie im Finale Maude Bergeron aus Kanada klar nach Punkten (32:3) besiegte. Bei der panamerikanischen Meisterschaft 2013 musste sie sich dann im Mittelgewicht im Finale erstmals geschlagen geben. Sie verlor gegen Yenebier Guillen aus der Dominikanischen Republik nach Punkten (7:15) und wurde deshalb in diesem Jahr "nur" panamerikanische Vizemeisterin.
2012 war das Frauenboxen bei den Spielen in London erstmals olympisch, aber nur in den Gewichtsklassen bis 51 kg, 60 kg und 75 kg, also dem Mittelgewicht. Das hatte zur Folge, dass bei der US-amerikanischen Olympiaausscheidung im Februar 2012 in Spokane im Mittelgewicht auch die Spitzenboxerinnen aus dem Weltergewicht, die an Gewicht zulegen mussten, und die aus dem Halbschwergewicht, die abtrainieren mussten, am Start waren. Dadurch war die Qualifikation natürlich enorm schwer. Franchon Crews war in Spokane aber am Start und verlor in ihrem im ersten Kampf gegen die 17-jährige Claressa Shields nach Punkten (19:31). Das Reglement dieser Ausscheidung sah aber vor, dass auch unterlegene Boxerinen weiterkämpfen konnten, bis zum Turniersieg oder zur zweiten Niederlage, die das endgültige "Aus" bedeutete. Franchon Crews kam zunächst zu einem kampflosen Sieg über Dara Sheen und gewann über Tiffany Hearn nach Punkten (27:26). Eine Niederlage gegen Raquel Miller bedeutete dann aber ihr endgültiges Ausscheiden. Olympiasiegerin im Mittelgewicht wurde übrigens Claressa Shields.
Franchon Crews startete statt in London im Mai 2012 bei der Weltmeisterschaft in Qinhuangdao/China. Im Halbschwergewicht besiegte sie dabei Sabrina Delarue, Frankreich (22:8), Dariga Schimowa, Kasachstan (30:12) und Timea Nagy, Ungarn (22:8) nach Punkten. Im Finale unterlag sie aber der Chinesin Yuan Meiqing nach Punkten (11:18). Sie wurde damit Vizeweltmeisterin.

## Internationale Erfolge
| Jahr | Platz | Wettbewerb                                                 | Gewichtsklasse | Ergebnisse |
| 2005 | 9.    | Weltmeisterschaft in Podolsk                               | Mittel         | nach einer Punktniederlage gegen Maria Jaworskaja, Russland (21:38) |
| 2006 | 1.    | Panamerikanische Meisterschaft in Buenos Aires             | Mittel         | nach einem Abbruchsieg in der 2. Runde über Tamara Garcia, Argentinien |
| 2007 | 1.    | Panamerikanische Meisterschaft in Duran/Ekuador            | Mittel         | nach Abbruchsiegen in der 2. Runde über Chimere Taylor, Trinidad und in der 1. Runde über Amber Konikow, Kanada                                                                                            |
| 2008 | 1.    | Panamerikanische Meisterschaft in Port of Spain            | Halbmittel     | nach kampflosem Sieg über Veronica Anguasha, Ekuador und Punktsieg über Andreia Bandeira, Brasilien |
| 2011 | 3.    | Intern. Turnier in Oxnard/USA                              | Mittel         | nach Punktsieg über Alma Noro Ibarra, Mexiko (28:10), Punktniederlage gegen Nadeschda Torlopowa, Russland (19:20) und Punktsiegen über Lidia Fidura, Polen (+18:18) und Katarzyna Furmaniak, Polen (23:19) |
| 2012 | 1.    | Panamerikanische Meisterschaft in Cornwall/Kanada          | Halbschwer     | nach Punktsieg über Andreia Bandera (17:12) und Punktsieg über Maude Bergeron, Kanada (32:2) |
| 2012 | 2.    | Weltmeisterschaft in Qinhuangdao/China                     | Halbschwer     | nach Punktsiegen über Sabrina Delarue, Frankreich (22:8), Dariga Schahimowa, Kasachstan (30:12) und Tímea Nagy, Ungarn (22:8) und einer Punktniederlage gegen Yuan Meiqing, China (11:18)                  |
| 2013 | 2.    | Panamerikanische Meisterschaft in Puerto la Cruz/Venezuela | Mittel         | nach Punktsiegen über Danielle Bastieri, Brasilien (18:10) und Franceline Carmona, Venezuela (21:11) und einer Punktniederlage gegen Yenebier Guillen, Dominikanische Republik (7:15)                      |

## Nationale Wettkämpfe
| Jahr | Platz | Wettbewerb                                  | Gewichtsklasse | Ergebnisse |
| 2005 | 1.    | USA-Meisterschaft in Colorado Springs       | Mittel         | nach Punktsieg über Tyiesha West (25:23) und Abbruchsiegen in der 2. Runde über Allana Huggins und in der 1. Runde über Christine Brown                                    |
| 2005 | 1.    | US-Female-Golden-Gloves                     | Mittel         | |
| 2006 | 1.    | USA-Meisterschaft in Colorado Springs       | Mittel         | nach Punktsieg über Desiree Abrams (25:13), Abbruchsieg in der 3. Runde über Lakesha Whitacker und Punktsieg über Allana Huggins (22:20)                                   |
| 2006 | 1.    | US-Female-Golden-Gloves                     | Mittel         | |
| 2007 | 1.    | USA-Meisterschaft in Colorado Springs       | Mittel         | nach Abbruchsieg in der 1. Runde über Jennifer Egan und Punktsieg über Allana Huggins (42:36)                                                                              |
| 2007 | 1.    | US-Female-Golden-Gloves                     | Mittel         | |
| 2008 | 1.    | USA-Meisterschaft in Colorado Springs       | Halbmittel     | nach Punktsiegen über Maria Torres (15:15), Lisa Kuronya (30:27) und Grace Parks (8:3)                                                                                     |
| 2008 | 1.    | US-Female-Golden-Gloves                     | Halbmittel     | |
| 2011 | 1.    | USA-Meisterschaft in Colorado Springs       | Mittel         | nach Punktsieg über Raven Barnes (29:7), Abbruchsieg in der 4. Runde über Audrey Drews und Punktsiegen über Tiffanie Ward (14:13) und Alyssa Defazio (15:13)               |
| 2012 | 4.    | Olympia-Qualif.-Turnier (Trials) in Spokane | Mittel         | nach Punktniederlage gegen Claressa Shields (19:31), kampflosem Sieg über Dara Sheen, Punktsieg über Tiffany Hearn (27:26) und Punktniederlage gegen Raquel Miller (15:26) |
| 2012 | 1.    | USA-Meisterschaft in Fort Carson            | Halbschwer     | nach Abbruchsieg über Denise Rico und Punktsieg über Tiffany Hearn (27:17)                                                                                                 |
| 2012 | 2.    | US-PAL-Championships in Toledo              | Mittel         | nach Punktsieg über Danyelle Wolf (24:16) und Punktniederlage gegen Claressa Shields (19:30)                                                                               |
| 2013 | 1.    | USA-Meisterschaft in Spokane                | Mittel         | nach kampflosem Sieg über Jasmine Acevedo und Punktsieg über Raquel Miller (3:0 RS)                                                                                        |

## Erläuterungen
- Halbmittelgewicht, damals bis 70 kg, inzwischen abgeschafft, Mittelgewicht, bis 75 kg, Halbschwergewicht, bis 81 kg Körpergewicht
- RS = Richterstimmen